# Иван гьол
„Иван гьол“ е защитена местност в България. Целта на обявяване е опазване на естественото находище на блатно кокиче. Обявена е на 3 юли 1970 г. Има площ от 31,2564 ха и се намира на територията на град Ямбол, община Ямбол, област Ямбол, на територията на РИОСВ Стара Загора.